# Lauben (Alta Algovia)
Lauben è un comune tedesco di 3 288 abitanti, situato nel land della Baviera.